# Amplified (Q-Tip album)
Amplified er rapperen Q-Tips debutalbum fra 1999. Albummet var Q-Tips første soloalbum efter bruddet med A Tribe Called Quest. Det meste af pladen er produceret af den afdøde musikproducer J Dilla, som tidligere havde produceret for A Tribe Called Quest.

## Spor
| #  | Titel                               | Producer                                   | Medvirkende kunstnere | Samples                                                               |
| -- | ----------------------------------- | ------------------------------------------ | --------------------- | --------------------------------------------------------------------- |
| 1  | "Wait Up"                           | J Dilla & Q-Tip                            |                       |                                                                       |
| 2  | "Higher"                            | J Dilla & Q-Tip                            |                       |                                                                       |
| 3  | "Breathe and Stop"                  | J Dilla & Q-Tip                            |                       | Urszula Dudziak: "Be Myself" Kool & the Gang: "N.T."                  |
| 4  | "Moving With U"                     | J Dilla & Q-Tip                            |                       |                                                                       |
| 5  | "Let's Ride"                        | J Dilla & Q-Tip                            |                       | Joe Pass: "Giant Steps" ESG: "UFO" & The Vibrettes: "The Humpty Dump" |
| 6  | "Things U Do"                       | J Dilla & Q-Tip                            |                       |                                                                       |
| 7  | "All In"                            | J Dilla & Q-Tip                            | Meda Leacock          | The Cannonball Adderley Quintet: "Leo:Rosebud"                        |
| 8  | "Go Hard"                           | J Dilla & Q-Tip                            |                       | Mandre: "M3000 (Opus VI)"                                             |
| 9  | "Do It"                             | DJ Scratch                                 | Jessica Rivera        |                                                                       |
| 10 | "Vivrant Thing"                     | J Dilla & Q-Tip                            |                       | Love Unlimited Orchestra: "I Wanna Stay"                              |
| 11 | "N.T."                              | DJ Scratch                                 | Busta Rhymes          |                                                                       |
| 12 | "End of Time"                       | J Dilla, Q-Tip & Jonathan Davis (fra KoЯn) | KoЯn                  |                                                                       |
| 13 | "Do It, See It, Be It" (Gemt track) | J Dilla & Q-Tip                            |                       |                                                                       |